# Doug Barrault
Douglas Barrault (Kanada, Brit Columbia, Golden, 1970. április 21. –) profi jégkorongozó.

## Karrier
Komolyabb junior karrierjét a WHL-es Lethbridge Hurricanesben kezdte 1988–1989-ben. Ebben a csapatban 1990-ig játszott majd a szezon közben átkerült a Seattle Thunderbirdshöz. A Minnesota North Stars draftolta az 1990-es NHL-drafton a nyolcadik kör 155. helyén. Felnőtt pályafutását a Kalamazoo Wingsben kezdte 1991-ben. A következő szezonban felhívták az NHL-be a Minnesota North Starsba két mérkőzésre majd leküldték a Kalamazoo Wingsbe. 1993–1994-ben ismét játszhatott az NHL-ben két mérkőzést a Florida Panthersben majd megint lekerült az IHL-be a Cincinnati Cyclonesba. A következő szezont is játszotta. Az 1995–1996-os szezonban szerepelt a Atlanta Knightsban és a Chicago Wolvesban. A következő idénye rövid lett mert egy súlyos térdsérülést szenvedett el. 1998-ban vonult vissza a Chicago Wolvesból. Ebben az évben még játszhatott az amerikai férfi jégkorong-válogatottban egy mérkőzést a jégkorong-világbajnokságon.

## Díjai
- WHL Nyugat Második All-Star Csapat: 1991